# Who I Am (kniha)
Who I Am jsou memoáry rockového kytaristy a skladatele Petea Townshenda z The Who. Byly vydány společností HarperCollins v říjnu 2012 v klasickém knižním i e-bookovém formátu a v nezkrácené verzi na 15 CD v podobě audioknihy, kterou namluvil sám Townshend. Kniha zachycuje Townshendovo dětství a dospívání v Londýně, vznik a vývoj The Who a Townshendův boj s hvězdnou popularitou, drogami a alkoholem. Název knihy je slovní hříčkou na singl The Who „Who Are You“ a stejnojmenné album.